# Stanisław Zaremba (1863–1942)
Stanisław Zaremba (ur. 3 października 1863 w Romanówce, zm. 23 listopada 1942 w Krakowie) – polski matematyk, jeden z czołowych przedstawicieli krakowskiej szkoły matematycznej.

## Życiorys

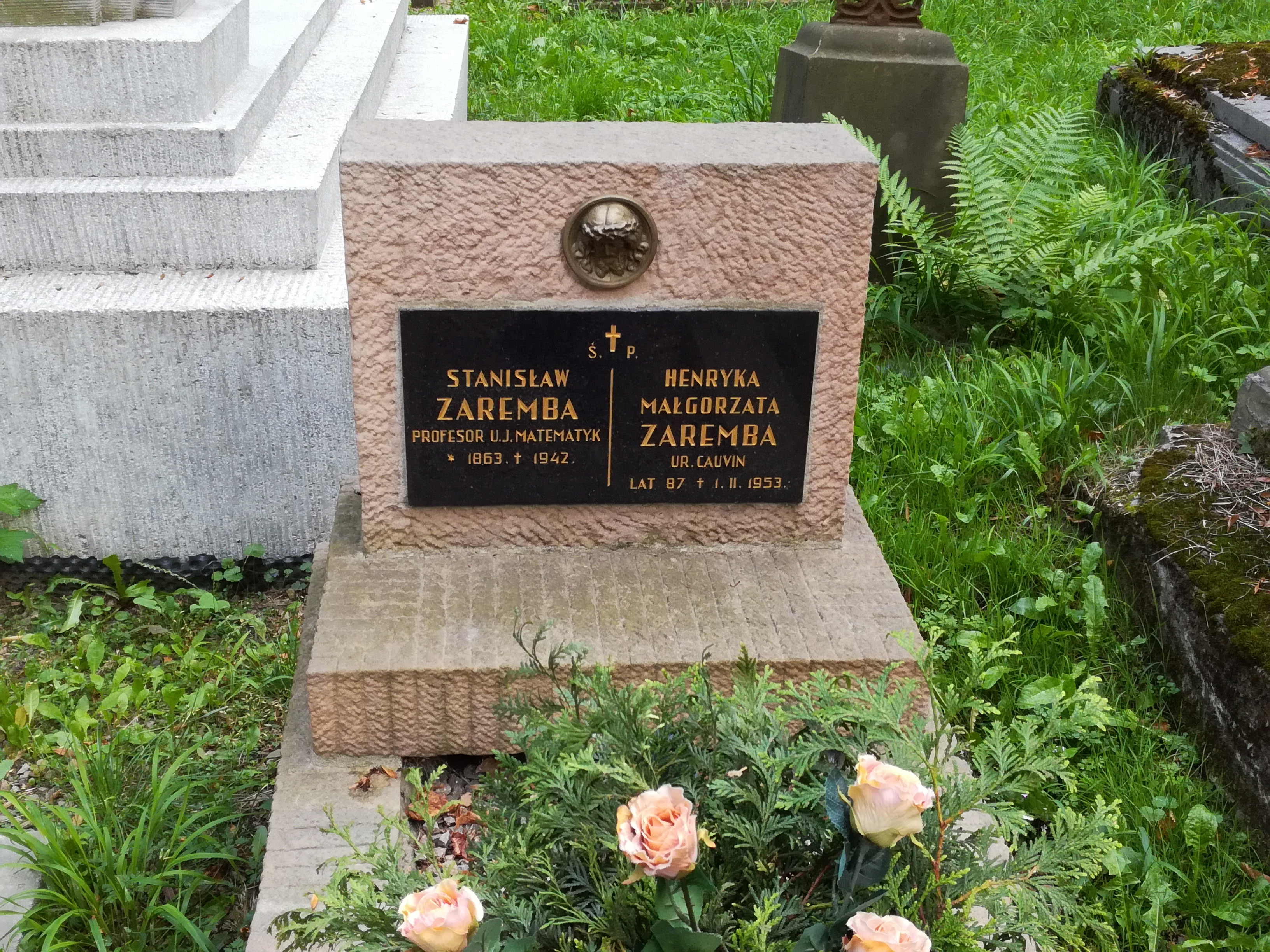
Grób prof. Stanisława Zaremby na cmentarzu Rakowickim

Urodził się w rodzinie Hipolita (1834–1903), inżyniera, i Aleksandry z Kurzańskich. Szkołę realną – Gimnazjum św. Piotra w Petersburgu, z niemieckim językiem wykładowym – ukończył w 1881. Po ukończeniu w 1886 Petersburskiego Instytutu Technologicznego i uzyskaniu dyplomu inżyniera technologa, wyjechał w 1887 do Paryża, gdzie w 1889 po studiach na Sorbonie uzyskał stopień doktora nauk matematycznych, a jego promotorem byli Gaston Darboux i Charles-Émile Picard. Pracę pedagogiczną rozpoczął w szkolnictwie średnim.
W roku 1890 powołany na katedrę matematyki na Uniwersytecie Jagiellońskim i tu obok pracy pedagogicznej był jednym z założycieli Polskiego Towarzystwa Matematycznego (1919). Działalność naukowa Zaremby obejmowała pewne działy matematyki wyższej w szczególności analizy nieskończonościowej.
Wyniki jego badań zyskały rozgłos światowy i cytowane są u wielu autorów. Wygłosił pięć (najwięcej z Polaków) wykładów sekcyjnych na Międzynarodowych Kongresach Matematyków (w 1908, 1920, 1924, 1932 i 1936).
Do najważniejszych prac należą: „Arytmetyka teoretyczna” z roku 1912, „Wstęp do analizy” (wydanie z 1915 i 1918 roku). Wykazują one piękną strukturę logiczną – od intuicji, jako punktu wyjściowego do złożonych konstrukcji matematycznych.
Do zakresu logiki należy publikacja „La logiqe de mathematiques”. Wyrazem dążności zastosowania rezultatów rozwiązań matematycznych do fizyki jako ostatecznego celu badań jest „Mechanika teoretyczna”, której ukazały się niestety tylko początkowe tomy. Profesor Stanisław Zaremba był członkiem Akademii Umiejętności.
Wspólnie ze Stefanem Kreutzem podał nowe wyprowadzenie istnienia 32 klas krystalograficznych.
Był wychowawcą kilku znanych polskich matematyków, pod jego kierunkiem doktoraty napisali m.in. Wacław Sierpiński, Stanisław Gołąb, Antoni Hoborski i Witold Wilkosz.
Zmarł 23 listopada 1942 w Krakowie. Pochowany na cmentarzu Rakowickim (kwatera IA-zach-po prawej Sowińskiego).

### Życie prywatne
Był mężem Henryki (Henriette) Małgorzaty z d. Cauvin (1866–1953), nauczycielki, z pochodzenia Francuzki. Jego syn, Stanisław Krystyn, był również matematykiem, a także taternikiem i alpinistą.

## Ordery i odznaczenia
- Krzyż Komandorski Orderu Odrodzenia Polski (7 listopada 1925)[8]
- Złoty Krzyż Zasługi (11 listopada 1936)[9]
- Oficer Orderu Legii Honorowej (Francja, 1927)

## Zaszczyty
Otrzymał tytuły doktora honoris causa Uniwersytetu w Marsylii, w 1929 doktora honoris causa Uniwersytetu Jagiellońskiego oraz Uniwersytetu im. Adama Mickiewicza w Poznaniu. W 1928 otrzymał Nagrodę im. Jerzmanowskich.

## Upamiętnienie
23 listopada 1982 Poczta Polska wprowadziła do obiegu pocztowego znaczek z wizerunkiem Stanisława Zaremby o numerze katalogowym 2688, o wartości 5 zł (w ramach serii pt. „Matematycy polscy”).